# Brisure
En brisure er i heraldikken en forandring (formindskelse) af et våbenmærke, således at der opstår et nyt, afledt våben. Det nye våben kan også siges at være en brisure af det gamle. Mest kendt i Danmark er Slesvigs våben (guld, to blå løver), men de andre fyrstelen følger oftest også mønstret. Heriblandt grevskabet (muligvis også hertugdømmet) Halland samt i det mindste for en tid Lolland, der vist nok startede som en leopard, men på et tidspunkt blev skiftet ud med en lindorm, som den ses på Hertug Kristoffers (d. 1363) sarkofag i Roskilde domkirke. Alle tre våben afledt af Danmarks våben (guld, tre blå løver ...)
Hertug Knud Valdemarsen (først af Estland, så Blekinge, så Lolland og sidst Blekinge igen) ses også brugende én løve, denne er dog oprejst og virker ikke nært beslægtet med de andre.
Sønderjyllands våben - Grevskabet Hallands våben - Hertugdømmet Lollands våben (i 1245)
Brisure forekommer også ofte blandt danske herremænds våben, oftest (altid?) når det drejer sig om loyale tjenere og/eller fogeder af adelsmænd, der ved deres herres hjælp bliver adlet af kongen. For at understrege hvem den nyklækkede adelsmand tjener og hvem han har at takke for den nye stand, har våbenet ofte fælles træk med deres herres våben. Der findes en del eksempler herpå, blandt andet minder Niels Nielsens (Harbo) våben fra hans adelsbrev i 1433, påfaldende meget om hans herre Erik Nielsens (Gyldenstjerne) våben.
I britisk og fransk heraldik har brisering været almindeligt brugt til at skelne mellem enkelte familiemedlemmers våbner, mens man i Tyskland og Norden i højere grad har betragtet våbnet som slægtens.

- Portugals kongevåben
- Kronprinsens våben
- Fyrsten af Beiras våben
- Første infantes våben
- Anden infantes våben
- Tredje infantes våben